# 11518 Jung
11518 Jung este un asteroid din centura principală de asteroizi.

## Descriere
11518 Jung este un asteroid din centura principală de asteroizi. A fost descoperit pe 8 aprilie 1991 la Observatorul La Silla de Eric Walter Elst. Asteroidul prezintă o orbită caracterizată de o semiaxă mare de 3,24 ua, o excentricitate de 0,10 și o înclinație de 0,8° în raport cu ecliptica.